# اوسکارو
اوسکارو (انگلیسی: Oscaro) شرکت خودروسازی فرانسوی است، که در سال ۲۰۰۱ تأسیس شد.